# Alectra sessiliflora
Alectra sessiliflora är en snyltrotsväxtart som först beskrevs av Vahl, och fick sitt nu gällande namn av Carl Ernst Otto Kuntze. Alectra sessiliflora ingår i släktet Alectra och familjen snyltrotsväxter.

## Underarter
Arten delas in i följande underarter:
- A. s. monticola
- A. s. senegalensis

## Bildgalleri

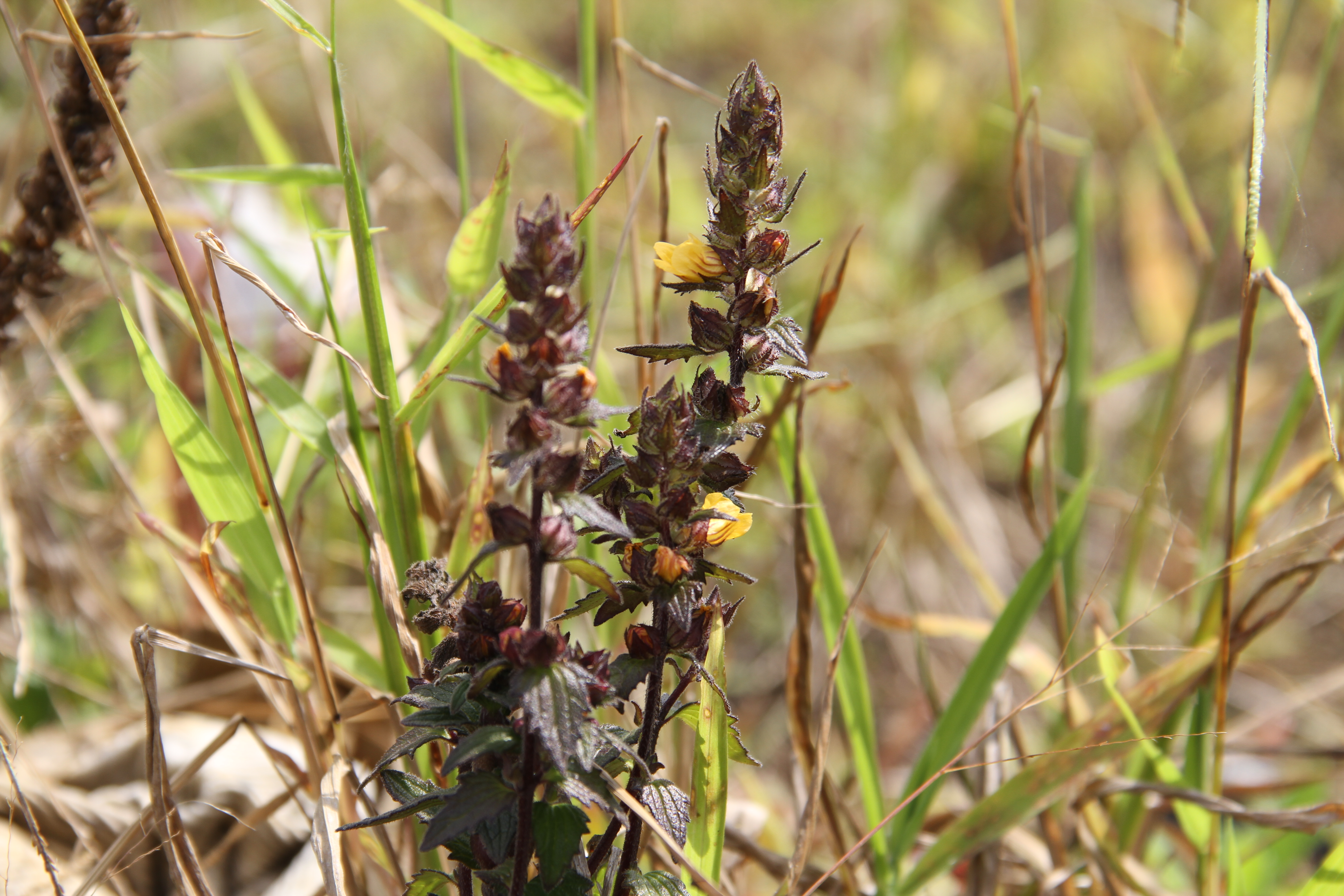